# Padornelo (Piedrafita)
Padornelo (llamada oficialmente San Xoán de Padornelo) es una parroquia y una aldea española del municipio de Piedrafita, en la provincia de Lugo, Galicia.

## Organización territorial
La parroquia está formada por doce entidades de población:
- Busmullan (Busmullán)
- Lago (O Lago)
- Mata (A Mata)
- Modreiro
- Padornelo
- Pallarvello
- Porfia (A Porfía)
- Sabugos
- Temple
- Vilanova
- Vilasol
- Vilaverde

## Demografía

### Parroquia
| Gráfica de evolución demográfica de Padornelo (parroquia) entre 2000 y 2020 |
|                                                                             |
| Datos según el nomenclátor publicado por el INE.                            |

### Aldea
| Gráfica de evolución demográfica de Padornelo (aldea) entre 2000 y 2020 |
|                                                                         |
| Datos según el nomenclátor publicado por el INE.                        |